# Stema Belgiei

Stema Belgiei

Stema Belgiei conține doi lei rampanti (numiți Leii Belgieni, sau Leo Belgicus), care sunt simbolul național al țării. În centrul stemei se află un scut pe care este desenat simbolul tradițional al leului. Pe fundalul stemei este o mantie (simbolul monarhiei) în josul căreia se află un banner pe care este scris motto – ul național: L'union fait la force (în franceză) sau Eendracht maakt macht (în neerlandeză), care înseamnă Puterea stă în unitate. Fiecare leu ține câte un steag al Belgiei, iar din spatele mantiei se înalță steagurile provinciilor Belgiei. În partea de sus a mantiei este reprezentată coroana regală. 